# Charlottenburger SV Olympia 1897
Charlottenburger SV Olympia 1897 is een Duitse voetbalclub uit de hoofdstad Berlijn.

## Geschiedenis
Op 20 juni 1911 werd Charlottenburger SV DJK opgericht. DJK staat voor Deutsche Jugendkraft en was een aparte sportorganisatie. In 1935 werd deze verboden door de NSDAP. Pas op 1 juli 1950 werd de club heropgericht. Op 3 januari 1980 fuseerde de club met SC des Westens 1897 tot Charlottenburger SV 1897. 
Op 1 augustus 1953 werd BFC Olympia 1953 opgericht, een jeugdvoetbalclub, een maand later sloot deze zich aan bij Charlottenburger TSV 1858. Op 2 juli 1959 nam deze de naam BFC Olympia 1953 aan. Op 8 mei 1992 fuseerde de club met Charlottenburger SV 1897 en nam zo de huidige naam aan. Sinds de jaren zeventig speelden beide clubs in de lagere reeksen. 